# Embelia upembensis
Embelia upembensis är en viveväxtart som beskrevs av A. Taton. Embelia upembensis ingår i släktet Embelia och familjen viveväxter. Inga underarter finns listade i Catalogue of Life.